# 하로모니@
《하로모니@》(ハロモニ@)는 테레비 도쿄에서 2007년 4월 8일부터 2008년 9월 28일까지 방송된 헬로! 프로젝트의 관 프로그램으로 형식상『하로! 모닝구。(ハロー!モーニング。)』의 후속 프로그램이다.
또한, 『하로모니@』의 「@」는 읽지 않기 때문에,『하로! 모닝구。』의 약칭인 『하로모니。(ハロモニ。)』와 같은 발음이다.

## 개요
- 2000년 4월 2일부터 2007년 4월 1일까지 7년 동안 방송된 『하로! 모닝구。』의 후속 프로그램으로, 사실상 방송 시간 이동 겸 리뉴얼이다.
- 테레비 도쿄 등 일부 방송국에서 실시한 『하로! 모닝구。』의 자막방송은 하로모니@에도 이어졌다.
- 『하로! 모닝구。』에서는 2004년 10월 17일 이후 야외 로케이션도 포함해서 16:9의 HD제작이었지만, 하로모니@에서는 방송 개시부터 2007년 5월 13일까지는 4:3의 SD로 제작한 후 업컨버트해서 특수 효과만 HD로 처리했다. 같은 달 20일의 방송부터 완전 HD로 제작되었다.
- 통상의 공식 사이트 외에, 「하로모니@SNS왕국」이라는 SNS[1] 도 준비돼 있었다. 이것은 완전 초대제였기 때문에, 공식 사이트나 헬로! 프로젝트 공식 휴대 사이트의 모집(부정기로 실시)에서 당첨되던가, 기존 회원에게 초대(회원이 된 시청자 1명이 2명까지 초대 가능)되지 않으면 가입할 수 없었다. 또한, 모닝구무스메。의 멤버는 각 커뮤니티에 프로그램의 감상을 쓰거나, 회원의 일기에 코멘트를 남기는 등의 활동을 해, 몇 번 정도 프로그램의 엔딩으로 멤버가 이 사이트에 글을 쓰는 모습이 방송되었다. 덧붙여서 프로그램 종료 후에도 SNS는 계속 운영되고 있었지만, 10월 31일에 폐쇄되었다.

## 프로그램 내용
방송 개시시부터 몇 번쯤, 프로그램의 주된 내용이 변경되었다.

### 초기의 프로그램 내용
- 방송 개시부터 2007년 6월 24일까지는, 로케이션에 의한 거리를 산책하는 스타일의 프로그램이 방송되었다.
  - 방송 개시 초에는, 「모닝구무스메。가 당신의 거리로 찾아온다」라는 컨셉과 함께 「하로모니 왕국의 국왕인 『아카칭 국왕』(인형)과 그 수행의 동물들(모닝구무스메。외)이 일본에 사는 국왕의 지인에게 잃어버린 물건이나 선물을 보낸다」라는 설정으로 매회 하나의 거리를 산책하는 것으로 해서, 아래와 같은 장소에서 촬영했다. 한편, 첫회를 제외하고 신문과 잡지의 프로그램 표에도 촬영 장소가 게재되었다.
    - 2007년 4월 8일 : 긴시쵸(錦糸町) (도쿄도 스미다구)
    - 2007년 4월 15일 : 카메아리(亀有) (도쿄도 가쓰시카구)
    - 2007년 4월 22일 : 아사가야(阿佐谷) (도쿄도 스기나미구)
    - 2007년 4월 29일 : 가쿠게이다이가쿠에키(学芸大学駅) (도쿄도 메구로구)
    - 2007년 5월 6일 : 야나카(谷中)·네즈(根津)·센다기(千駄木) (도쿄도 아다치구 또는 다이토구/분쿄구/분쿄구)
    - 2007년 5월 13일 : 미노와에케(三ノ輪駅)·미나미센쥬(南千住)(도쿄도 다이토구/아라카와구)
    - 2007년 5월 20일 : 시모키타자와(下北沢) (도쿄도 세타가야구)
    - 2007년 5월 27일 : 상겐쟈야(三軒茶屋) (도쿄도 세타가야구)
    - 2007년 6월 3일 : 아메야요코쵸(アメヤ横丁)·아사쿠사바시(浅草橋)(도쿄도 다이토구)
    - 2007년 6월 10일 : 도쿄 타워(東京タワー)·도라노몬(虎ノ門)(도쿄도 미나토구)

  - 2007년 6월 17일과 24일은 「잃어버린 물건이나 선물을 보낸다」는 것이 아니고 「거리의 데반[2]을 찾는다」라는 컨셉으로 산책했다.(17일 : (기치죠지(吉祥寺), 24일 : 지유가오카(自由が丘)).
  - 덧붙어, 후에 방송된「MouTube」내의「가메시게(亀重) 문답」에서도 무사시코야마(武蔵小山)와 아사쿠사(浅草)를 산책했다.
- 2007년 7월 1일부터는 「하나의 거리를 산책한다」라는 스타일이 아닌, 다양한 기획을 방송하게 되었다. 이 즈음부터 로케이션 촬영뿐만 아니라 스튜디오 촬영도 하게 되었다. 이 기간에 방송된 기획은 다음과 같다.
  - 7월 1일 - 슈퍼마켓에서 채워 넣기 명인과의 채워 넣기 대결과 중화 요리점에서 대식 명인과의 대식 대결(촬영 장소는 니시카사이(西葛西)와 아카사카(赤坂))
  - 7월 8일 - 부자 투어. 장식 컬렉터, 외국인 탤런트 사무소 사장 및 세 마리의 개와 만나 게임을 했다..
  - 7월 15일 - 바베큐에 대해 배우고, 식재 쟁탈 배틀을 했다. 이 회에서는 아카칭 국왕을 대신해서 테레비 도쿄의 나카가와 사토시(中川聡) 아나운서가 진행을 맡았다. (촬영 장소는 카사이임해공원(葛西臨海公園))
  - 7월 22일 - 쥰쥰과 링링이 처음 참가했다. 처음에는 둘의 지금까지의 활약을 되돌아 본 문서가 방송됐고 그 후, 도쿄 돔 시티 어트렉션에서 절규 어트렉션을 이용한 연대책임 게임이 방송되어, 제트 코스터에 승차 하면서의 일문일답과 귀신의 집에서의 절규 인내 걷기를 했다.
- 2007년 4월 29일부터 7월 1일까지는 「하로모니@중국학습」이라는 서브 코너가 있었다. 이것은 쿠스미 코하루와 미츠이 아이카 두 명이 시청자가 전한 중국에 관한 정보를 기본으로 중국에 관해 공부하는 코너였다. 또한, 이것은 두 명이 메인 코너인 거리 산책에 참가하지 않았을 때 방송되었기 때문에, 거리 산책에 참가할 때는 방송되지 않았다.
- 2007년 7월 29일부터 2008년 1월 20일까지는, 주로 아래와 같은 코너 중 매회 한두 개의 코너로 구성해서 방송되었다.

- 거짓말 QUEEN(2007년 7월 29일 ~ 11월 25일)

한 명의 도전자를 맞이하고, 도전자가 모닝구무스메。중에서 누가 거짓말을 하고 있는지를 맞히는 코너. 처음에는 탐정사무소의 직원이 도전했지만, 후에는 코메디언이 도전 하게 되었다
- 꼬마 KING(2007년 7월 29일 ~ 12월 9일)

온갖 취미의 명인 꼬마들과 겨루기 위해서 모닝구무스메。가 도전하는 코너.
- 히트의 현장 JACK(2007년 8월 5일 ~ 9월 2일)

다양한 히트 상품이 제조되고 있는 공장을 모닝구무스메。가 견학하는 코너.
- 어린이 미식가 JOKER(2007년 9월 30일 ~ 11월 11일)

먹을 것을 매우 좋아하는 어린이(주로 탤런트)가 추천하는 음식을 소개하는 코너. 다만, 무닝구무스메。는 「Mr.셔플맨」에 의한 조커 고르기 매직에서 꽝(조커가 나옴)을 고르면 추천 음식을 먹을 수 없었다.
- 코라보무스메。(2007년 10월 7일 ~ 12월 9일)

프로그램에서 다양한 것들의 협동 작업을 기획해, 거기에 따라서 완성된 것을 세상에 내보내는 코너. 이 코너에서 행해진 기획은 다음과 같다.
- 키라링☆레볼루션의 캐릭터와 이름의 고안 (2007년 10월 7일~ 12월 9일)

애니메이션 『키라링☆레볼루션』의 등장 캐릭터 「나-씨」의 적 고양이 (신[新] 캐릭터)를 모닝구무스메。가 고안하는 동시에 그 이름도 시청자로부터 모집했다(10월 31일). 이 기획과 같이 『키라링☆레볼루션』에 대한 잡다한 지식도 방송되었다. 그 후의 전개는 다음과 같다.
- 10월 28일 - 신 캐릭터에 미치시게가 그린 것이 채용되었다.
- 11월 18일 - 신 캐릭터의 이름이 「구롯씨」로 결정되었다.
- 11월 25일 - 「구롯씨」의 목소리 출연이 미츠이 아이카로 결정되었다.(이 날 방송된 「거짓말 QUEEN」의 뒤에 모닝구무스메。가 산소 봄베를 마시고 말을 하는 게임에 의해서 결정)
- 12월 2일 - 미츠이에 의한 애프터레코딩 모습이 방송되었다.(녹음 현장에는 미치시게・쿠스미도 동석)
- 12월 9일 - 「구롯씨」의 탄생까지의 걸음을 되돌아 보는 피로연 시사회가 방송됐다.

덧붙여, 이 프로그램은 지연 방송국도 많아서, 지역에 따라서는 신 캐릭터의 결정 시에 이름의 모집이 마감되었다.
- 어린이에게 인기를 얻는 빵의 고안(2007년 10월 14일)

어린이에게 인기를 얻을 것 같은 빵의 내용을 모닝구무스메。가 고안하고 제작했다. 기획에 참가한 것은 니이가키 리사·카메이 에리·쥰쥰·링링의 4명으로, 채용된 카메이 고안의 우메보시를 넣은 빵이 실제로 상품으로서 판매되었다.
- 닌텐도 「Wii」와의 협력 작업(2007년 12월 2일·9일)

다카하시·니이가키·카메이·미치시게·다나카 5명이 교토의 닌텐도 본사에 가서, 당시 발매 직후였던 Wii Fit와의 협력 작업을 실시했다. Wii Fit의 소개, 몸 측정, 그리고 Mii 콘테스트 채널에서 작성한 Mii를 사용해 밸런스 게임에 의한 미인 토너먼트를 실시했다. 또한, 각 멤버가 작성한 Mii는 무료 배포되고 있다. 방송일의 마지막에는 퀴즈에 대답하면 Wii Fit가 당첨되는 선물도 기획되었다.
덧붙여 「Wii」에 대해서는 이 기획 전에도 6월 3일의 아메야요코쵸·아사쿠사바시에서의 산책 시에 부품의 일부를 잃어버린 물건으로서 닌텐도 도쿄 지점의 사원에게 전해준 후, Will를 사용한 게임 대결을 실시한 적이 있다.
- 균등 바이킹(2007년 11월 18일 ~ 2008년 1월 20일)

모닝구무스메。가 게스트를 맞이하고 바이킹 요리를 즐기는 코너. 몇 개인가 나오는 요리의 총 중량을 참가인수로 나눈 것이 1인분의 「몫」이 되고, 그 몫의 중량에 가깝게 되도록 요리를 나누어 간다. 나누는 기회는 각자 한 번뿐이고, 재시도도 할 수 없다. 평가는 개인 단위로 실시해서 나눈 요리의 중량이 제시된 오차 내에 들어가지 않으면, 요리는 몰수되어서 먹을 수 없다. 또한, 이 코너에서는 양배추 대신이 보조를 맡고 있으며, 요리가 몰수되면 그 요리를 먹는다. 다만, 2007년 12월 23일은 두 개의 요리(라사냐, 부쉬 드 노엘)를 하나씩 나눴다.(2008년 1월 20일에도 같은 룰이 있었다.)

### 말기의 프로그램 내용
2008년 1월 27일 이후, 아래의 코너만 방송하게 되었다.
- MouTube(2008년 1월 13일 ~ 9월 14일)
  - 자랑하고 싶은 「작은 기술」을 픽업, 소개하는 코너. 타이틀은 투고 화상 사이트 「유튜브」를 의식한 것으로 생각된다. 또한, 방송되는 VTR은 투고 동영상 풍의 그래픽으로 구성됐지만, 사실은 투고 동영상이 아니고 이 프로그램에서 제작한 것이다. 당초에는 주로 일반 시청자나 탤런트, 연예인, 동물 등의 투고 동영상 VTR을 소개했었지만, 서서히 모닝구무스메。멤버의 VTR이 많아지고, 2008년 4월 무렵부터는 모닝구무스메。멤버의 동영상만 소개하게 된다. 그것과 맞춰서 각 멤버가 로케이션 등에서 촬영한 기획 VTR을 모두 스튜디오에서 보는 스타일로 굳어져서, 「가키카메 예술극장」과 「무엇이든 기억 쇼」등의 데반 기획을 중심으로 소개하게 된다.

### 비고
- 방송 개시 초부터 출연 멤버가 「하로모니 왕국에서 온 동물」이라는 설정은 변하지 않고, 출연 시에는 의상에 관계없이 반드시 동물의 귀가 붙은 머리띠를 착용하고 있다. 처음에는 꼬리가 붙은 주머니도 달고 있었지만, 격주로 다양한 의상을 입게 되고 나서는, 달지 않게 되었다.
- 방송 내용 변경에 수반해서, 오프닝의 나레이션이 여러 번 변경되었다. 또한, 말기가 되면서 오프닝의 애니메이션과 나레이션도 같이 생략되는 일이 많아졌다.(타이틀 로고만 표시)
- 엔딩에서는 헬로! 프로젝트 관련 악곡의 PV를 스탭 크레디트나 홈페이지 소개와 함께 방송했다. 기본적으로는 발매 전후의 최신곡이지만, 2007년 12월 23일과 2008년 1월 6일에는 싱글 이외의 곡을 방송했다.
- 회에 따라서는 헬로! 프로젝트 멤버의 스튜디오 라이브가 방송되기도 했다. 이 경우에는 직전에 하로모니 왕국의 성내 댄스 홀의 입구를 여는 애니메이션이 지나갔다. 방송된 곡은 아래와 같다.
  - 『悲しみトワイライト』모닝구무스메。（2007년 4월 15일）
  - 『めぐる恋の季節』℃-ute（2007년 7월 8일）
  - 『女に 幸あれ』모닝구무스메。2007년 7월 22일）
  - 『ふたりはNS』키라☆피카（2007년 8월 5일）
  - 『愛しき悪友へ』모닝구무스메。탄생 10년 기념대（2007년 8월 12일）
  - 『ホントのじぶん』Buono!（2007년 10월 28일）
  - 『チャンス!』츠키시마 키라리 starring 쿠스미 코하루 (모닝구무스메。)（2007년 11월 4일）
  - 『勝利のBIG WAVE!!!』아테나&로비케로츠（2007년 11월 11일）
  - 『みかん』모닝구무스메。（2007년 11월 18일）
  - 『付き合ってるのに片思い』Berryz코보（2007년 11월 25일）
  - 『やったろうぜ!』온가쿠갓타스（2007년 12월 2일）
  - 『16歳の恋なんて』아베 나츠미 & 야지마 마이미 (℃-ute)（2008년 2월 3일)
  - 『恋愛ライダー』Buono!（2008년 2월 10일）
  - 『青春!LOVEランチ』아테나&로비케로츠（2008년 2월 17일）
  - 『LALALA 幸せの歌』℃-ute（2008년 2월 24일）
  - 『ジンギスカン』Berryz코보（2008년 3월 16일）
  - 『リゾナント ブルー』모닝구무스메。（2008년 4월 13일）
  - 『アナタボシ』MilkyWay（2008년 4월 27일）
  - 『C＼C（シンデレラ＼コンプレックス）』High-King（2008년 6월 15일）
  - 『行け 行け モンキーダンス』Berryz코보（2008년 7월 6일）
  - 『パパンケーキ』츠키시마 키라리 starring 쿠스미 코하루 (모닝구무스메。)（2008년 7월 13일）
  - 『ペッパー警部』모닝구무스메。（2008년 9월 21일）※이 곡만 전반 도중부터 스탭 크레디트가 표시 되었다.(방송 끝부분에 PV로 방송됨)
- 드물게 헬로!프로젝트의 최신 정보를 방송 하기도 했다.

## 방송 기간

### 테레비 도쿄
- 2007년 4월 8일 ～ 2008년 3월 30일（일요일 12:20～12:49）29분

- 2008년 4얼 6일 ～ 9월 28일（일요일 12:25～12:49）24분

### 테레비 도쿄 이외의 방송국
테레비 도쿄는 간토 지방을 대상으로 한 방송 이기 때문에 그 밖의 지역은 TXN소속의 방송국에서 방송 되었다. 지역 방송의 시간은 아래와 같다.(광고 요금이 비교적 싸고, 스폰서를 모으기 쉬운 이른 아침이나 심야에 방송한 방송국이 많다.)
| 방송지역             | 방송국                | 계열             | 방송일시                      | 지연 일수・종료일 |
| -------------------- | --------------------- | ---------------- | ----------------------------- | ----------------- |
| 간토 광역권          | 테레비 도쿄【제작국】 | 테레비 도쿄 계열 | 일요일 12시 25분 ～ 12시 49분 | 2008년 9월 28일   |
| 후쿠오카현           | TVQ 규슈 방송         | 테레비 도쿄 계열 | 토요일 6시 30분～6시 55분     | 2008년 10월 4일   |
| 오사카부             | 테레비 오사카         | 테레비 도쿄 계열 | 일요일 7시 00분～7시 24분     | 2008년 10월 5일   |
| 오카야마현・가가와현 | 테레비 세토우치       | 테레비 도쿄 계열 | 화요일 24시 58분 ～ 25시 23분 | 2008년 10월 7일   |
| 홋카이도             | 테레비 홋카이도       | 테레비 도쿄 계열 | 목요일 25시 00분 ～ 25시 30분 | 2008년 10월 16일  |
| 나라현               | 나라 테레비           | 독립UHF국        | 화요일 8시 30분 ～ 8시 55분   | 2008년 10월 7일   |
| 시가현               | 비와코 방송           | 독립UHF국        | 일요일 12시 00분 ～ 12시 25분 | 35일 지연         |
| 니가타현             | 테레비 니가타         | 니혼 테레비 계열 | 금요일 25시 55분 ～ 26시 20분 | 26일 지연         |
| 후쿠시마현           | 후쿠시마 테레비       | 후지 테레비 계열 | 토요일 25시 45분 ～26시 09분  | 2008년 10월 19일  |
| 구마모토현           | 테레비 구마모토       | 후지 테레비 계열 | 화요일 25시 35분 ～ 26시00분  | 30일 지연         |

비고
- 상기의 방송국은 모두 「하로! 모닝구。」부터 계속 방송되고 있다.
- 상기 방송 대상 지역이 아니어도 지역에 따라서는 시청 할 수 있는 경우가 있다. 자세한 것에 대하여는 각 방송국의 항목을 참조하거나 각 방송국에 문의하는 것이 좋다.
- 테레비 오사카는, 제1회(테레비 도쿄 2007년 4월 8일 방송분)와 제2회(동15일 방송분) 2주분을 모아서 2007년 4월 25일의 10시 00분 ~ 10시 56분에 방송한 후, 동년 5월 1일부터 2008년 4월 1일까지 화요일 9시 55분 ~ 10시 25분에 방송했다. 그리고 같은 달 6일부터 10월 5일까지 상기의 시간대에 방송했으므로, 2006년 3월 26일 이래 『하로! 모닝구。』까지 해서 2년 만에 일요일에 방송하게 되었다
- 테레비 세토우치는 2007년 9월 28일까지는 금요일 상기의 시간에 방송했다.
- 비와코 방송은 2007년 9월 27일까지는 목요일 25시 20분 ~ 25시 50분에 방송했다.
- TVQ규슈 방송은 방송개시부터 2008년 4월 13일 까지는 테레비 도쿄와 동시 방송(엄밀히는 동시각 동시간대로의 로컬 세일즈 취급)을 했다.
- 후쿠시마 테레비는 2008년 5월 14일까지는 수요일 24시 58분 ~ 25시 27분에 방송했다.
- 테레비 니가타와 테레비 구마모토는 2008년 6월 1일 시점에 공식 사이트에서 삭제되어 있었지만, 상기 시간에 방송을 계속 했다. 덧붙여 전자는 2008년 4월 무렵까지는 토요일 25시 30분 ~ 26시 00분에 방송했다.
- 그 외, 일부 방송국에서는 케이블 TV를 통해서 시청할 수 있는 지역이 있다.
- 대만의 國興衛視에서도 방송 되었다.
- 테레비 도쿄 계열의 BS 디지털 방송국・BS JAPAN에서는, 음악제작자연맹과 저작권・초상권의 문제에 대해 타협을 하지 않고 있어서 방송 하지 않았다.

### 과거에 방송했던 방송국
| 방송지역 | 방송국        | 계열             | 방송일시（중단 시간）     | 중단 일시      |
| -------- | ------------- | ---------------- | ------------------------- | -------------- |
| 아이치현 | 테레비 아이치 | 테레비 도쿄 계열 | 토요일 6시 30분 ~ 7시00분 | 2008년 4월 5일 |

- 2007년 9월 30일까지 일요일 7시 00분 ~ 7시 30분에, 같은 년 10월 6일부터 12월 8일까지는 토요일 6시 15분 ~ 6시 45분에, 같은 달 15일부터 토요일 6시 30분 ~ 7시 00분에 방송했다.
- 위 방송국이 방송을 종료하게 되면서, 테레비 도쿄 계열 중에서는 유일한 비방송국이 되었다.

## 출연자
아카칭 국왕(인형, 목소리 : 요시무라 다카시(吉村崇)<헤이세이노부시코부시(平成ノブシコブシ)>)
「하로모니 왕국」의 국왕으로, 수행 동물들을 거느리고 일본에 놀러 와있다. 이동 수단은 수행의 동물이 미는 유모차이지만, 유모차가 들어갈 수 없는 곳에서는 수행의 동물이 안고 다닌다.(주로 다카하시가 담당)
수행 동물들(모닝구무스메。)
하로모니 왕국의 주민이지만, 아카칭 국왕의 명령에 의해서 수행원으로 와있다. 출연 멤버가 분장하는 동물은 아래와 같고, 멤버들의 자막에는 각각을 상징하는 선전 문구가 붙어 있다.
- 다카하시 아이(高橋愛) : 새끼 사슴 - 의지할 수 있어? 리더(頼れる?リーダー)
- 니이가키 리사(新垣里沙) : 다람쥐 - 멤버 NO.1 착실한 무스메。(メンバーNO.1 しっかり娘。)
- 카메이 에리(亀井絵里) : 너구리 - 멤버 NO.1 대충대충 무스메。(メンバーNO.1のテキトー娘。)
- 미치시게 사유미(道重さゆみ) : 토끼 - 블랙 부릿코 캐릭터(ブラックブリッコキャラ)
- 다나카 레이나(田中れいな) : 고양이 - 멤버 NO.1 강경 무스메。(メンバーNO.1 強気娘。)
- 쿠스미 코하루(久住小春) : 여우 - 멤버 NO.1 천연 의욕 무스메。(NO.1 天然やる気娘。)
- 미츠이 아이카(光井愛佳) : 팬더 - 순진 스마일 무스메。(純真スマイル娘。)
- 쥰쥰(ジュンジュン) : 레서 팬더 (2007년 7월 22일 ~ ) - 중국 출신 폭주 무스메。(中国出身 暴走娘。)
- 링링(リンリン) : 푸들 (2007년 7월 22일 ~ ) - 중국 출신 멤버 똑 부러지는 무스메。(中国出身メンバー　バッチリ娘。)

양배추 대신(도쿠이 겐타(德井健太)<헤이세이노부시코부시(平成ノブシコブシ)>)
2007년 7월 22일까지는, 길거리를 걷거나 할 때에 아이 캐치 로서 밭이나 야채가게안에서 양배추 머리를 쓰고 등장했다. 그 후, 같은년 11월 18일의 「균등 바이킹」으로 스튜디오 촬영에 처음 참가했을 때에 이름이 알려졌다. 이후에는 프로그램의 보조적인 역할로서 출연하고 있지만, 「MouTube」에도 종종 등장하고 있다.
- 그 외, 「MouTube」에는 미츠이가 출연하는 「수수께끼 초밥」에 「마키타 군(巻太くん)[8]」이 등장하고 있다.

### 나레이터
- 이케다 마사코(池田 昌子) - 프로그램 개시 초부터 메인 나레이션을 담당하고 있다.
- 핫토리 쥰(服部潤) - 「하로모니@중국 학습」이나 쥰쥰과 링링 밀착 코너의 나레이션을 담당했다. 하지만, 2007년 10월 「코라보 무스메。」개시 후에는 동 코너를 시작으로 다른 코너의 나레이션도 담당하고 있다.

### 과거의 출연자
괄호 안은 출연 기간. 요시자와와 후지모토는 모두 모닝구무스메。재적 중의 출연.
- 쯔지 노조미(辻希美) : 양 (2007년 4월 22일 ~ 5월 6일)
- 요시자와 히토미(吉澤ひとみ) : 시바견 ( ~ 2007년 5월 6일)
- 후지모토 미키(藤本美貴) : 표범 ( ~ 2007년 5월 27일)

## 있었던 일
※아래는 테레비 도쿄의 방송 일시·내용을 원칙으로 한다.

### 2007년
- 4월 8일 - 방송 개시. 처음에는 「모닝구무스메。가 당신의 거리로 찾아온다」라는 컨셉으로 거리를 산책하는 스타일이었다.
- 4월 22일 - 모닝구무스메。이외의 멤버로서 쯔지 노조미가 첫출연.
- 4월 29일 - 「하로모니@중국학습」이 시작.
- 5월 13일 - 이 회 후반에 모닝구무스메。 신멤버 쥰쥰과 링링의 밀착 씬 및 요시자와 히토미의 졸업 씬(이 두 씬은 같은 해 봄의 「모닝구무스메。콘서트 투어 2007봄~SEXY 8 비트~」의 마지막 날인 5월 6일에 촬영)과 같은 달 10일에 행해진 쯔지 노조미의 임신과 스기우라 타이요(杉浦太陽)와의 약혼 발표 기자 회견이 방송되었다.
- 5월 20일 - 이 회부터 전면 HD로 제작 된다.
- 6월 10일 - 이 회에 2번째의 오프닝 애니메이션을 수정. 표범(후지모토 미키)이 없어지고, 그 자리에는 새끼 사슴(다카하시 아이)이 들어왔다(그것까지도 요시자와 졸업까지는 수정전의 오프닝 애니메이션이 방송되었다).
- 6월 17일·24일 - 「잃어버린 물건이나 선물을 보낸다」라는 내용에서 벗어나서 거리의 데반을 찾는 스타일로 방송되었다.
- 7월 1일 - 이 회부터 거리를 산책하는 스타일이 없어진다.
- 7월 22일 - 이 회에서 쥰쥰과 링링이 첫 출연한 것과 동시에 의상을 일신. 동시에 3번째의 오프닝 애니메이션을 수정했다.
- 7월 29일 - 「거짓말 QUEEN」과 「꼬마 KING」이 시작. 이 회에서 「거짓말 QUEEN」의 본방송 직전에 카메이가 컨디션 불량때문에 도중 퇴장했다. 또 이 회부터 양배추의 아이 캐치가 없어졌다.
- 8월 5일 - 「히트의 현장 JACK」이 시작.
- 8월 26일 - 더·터치(개그맨 듀오)를 게스트로 맞이해 특별 기획 「여름휴가 SP 고향 자랑 축제」가 방송되어 모닝구무스메。가 현지 음식과 민예품을 소개하고, 더·터치가 그 중 위조품을 맞히는 게임을 했다. 이 회에서는 멤버 전원이 유카타차림으로 출연했다.
- 9월 30일 - 「어린이 미식가 JOKER」가 시작.
- 10월 7일 - 「코라보무스메。」가 시작.「키라링☆레볼루션」의 신 캐릭터를 모닝구무스메。의 멤버가 고안 하는 것과 동시에, 그 이름을 시청자에게서 모집하는 기획을 개시했다(12월 9일).
- 11월 18일 - 「균등 바이킹」이 시작. 이 코너에서 양배추가 4개월 만에 양배추 대신으로서 복귀해, 보조를 맡게 되었다.
- 12월 22일 - 크리스마스 스페셜이 방송되었다. 전반에 「균등 바이킹」을 방송한 후, 후반에는 쿠스미와 미츠이에 의한 「모닝구무스메。산타가 찾아 왔다」를 기획해, 시청자의 자택에 방문해 깜짝 대작전을 실시했다.

### 2008년
- 1월 6일 - 특별 기획으로서 「신춘 매너 배틀 소녀의 품격 체크」가 방송되었다. 모닝구무스메。를 두 팀으로 나누어 올바르게 햄버거나 옥수수를 먹는 방법등을 맞히는 「매너 대결」을 실시했다.
- 1월 13일 - 「MouTube」가 시작. 그러나 이 회에서 프로그램 사상 최초로 시청률 1%가 붕괴 ,0.8%라는 일요일낮의 프로그램으로서는 상당히 낮은 시청률을 기록한다.
- 2월 24일 - 모닝구무스메。의 일부 멤버가 무대 「오지키 30도 온·스테이지」에 출연하게 되어서, 그 홍보를 위해 통상 착용하던 파스텔 칼라의 의상이 아닌 웨이트리스의 의상을 착용하고 촬영했다. 이 회 이후 매회 계절에 맞춘 의상을 착용하게 되어, 그 의상을 착용한 생사진을 프로그램 홈페이지에서 판매하게 된다(9월 7일. 같은 달 14일은 파스텔 칼라의 의상으로 돌아온다.).
- 4월 6일 - 이 날부터 방송 시간이 5분 짧아져, 12시 25분 ~ 12시 49분의 24분이 되었다.
- 5월 4일·11일·18일 - 「MouTube」내에서 3월부터 방송되고 있던 「무엇이든 기억 쇼」가 호평이었기 때문에, 특별 기획으로서 「하로모니＠기억왕 결정전」이 방송되었다. 4일은 니이카키·미치시게·다나카·쥰쥰·미츠이가, 11일에는 카메이·다카하시·쿠스미·링링이 도전, 18일은 미츠이와 다카하시에 의한 결승전이 방송되었으며 그 결과 미츠이가 기억왕에 올랐다.
- 5월 25일 - 「무엇이든 기억 쇼 최강 바보 결정전!」이 방송되어 미치시게·쥰쥰·카메이·링링이 도전해, 그 결과 카메이가 최강 바보로 결정되었다.
- 6월 1일 - 「무엇이든 기억 쇼」에 사토다 마이(里田まい)(컨트리무스메。)가 게스트로서 카메이·미치시게와 함께 도전해, 그 결과 사토다가 심한 바보로 결정로 결정되었다.
- 6월 8일 - 깜짝 게스트로 전 모닝구무스메。 오가와 마코토(小川麻琴)가 출연해서, 연예 활동 재개를 발표했다. 오가와는 「하로! 모닝구。」시대를 포함해서 약 1년 10개월 만의 출연이었으며 같은 년 9월 7일의 「MouTube」의 츠보츠보맨(타카하시)의 발 마사지 퀴즈에도 출연했다.
- 6월 29일 - 「MouTube」내의 기획 「휴대전화 조사관」에 개그맨 하루나 아이(はるな愛)가 출연했다. 또, 같은 달 25일에 열린 마츠우라 아야의 콘서트에 하루나가 게스트 출연하는 씬이 방송되었다.덧붙여 하루나는 2007년 5월 27일 방송분 (상겐쟈야에서의 거리 산책) 이래 2번째의 출연이었다.
- 7월 6일 - 「비유덴(美勇伝) 콘서트 투어 2008 초여름 비유덴세츠(美勇伝説)Ⅴ~최종 전설~」의 마지막 날 모습과 같은 날 해산한 비유덴의 코멘트가 방송되었다.
- 8월 10일 - 「신데렐라 더·뮤지컬」의 무대뒤가 방송되었다.
- 8월 24일 - 「4억엔 몰래카메라 프로젝트」가 방송되었다. 이 기획은 2개월 전부터 계획된 것으로, 모닝구무스메。에게 로또 6의 1등인 4억엔에 당첨되었다고 속인 후 어떻게 사용할 것인지 물어보는 작전이었다. 멤버의 욕심도를 랭킹 형식으로 발표했으며 순위는 하위부터 쥰쥰·카메이·쿠스미·미치시게·다카하시·링링·미츠이·다나카·니이가키 순이다. 여기에서는 양배추 대신이 깜짝 상대를 맡았다.
- 9월 21일 - 방송 개시부터의 명장면을 소개한 총집편이 방송되었다.그 중에서도, 「MouTube」내의 「가키카메 예술 극장」에서는, 니이카키와 카메이가 각각의 주제를 몇 번의 시도 끝에 성공했는지를 랭킹 형식으로 소개했다.
- 9월 28일 - 최종회. 특별 기획으로서 멤버 9명 전원이 던져 넣기에 도전하는 「하로모니@예술 극장」이 방송되었다.카메이·미치시게·쿠스미는 입구, 다카하시·미츠이·링링은 홀, 니이카키·다나카·쥰쥰은 주방을 담당해서, 각각 주어진 과제에 임했다. 그리고, 프로그램의 마지막에는 멤버 9명 전원이 풍선을 향해 다트를 던져 풍선의 안에 있던 「하로모니@바이바이」라는 문자를 보이고, 모닝구무스메。의 노래「でっかい宇宙に愛がある」(엄청나게 큰 우주에 미래가 있어)가 흐르면서 엔딩을 맞이했다.덧붙여 스탭 크레디트는 이 회에서만 롤로 흘렀다.

## 비고
- 상술한 것처럼, 「하로! 모닝구。」의 초기(2000년 4월 ~ 2001년 9월) 이래의 30분 방송(2008년 4월 이후는 25분 )이었다. 「하로! 모닝구。」는 마침 절정기였던 모닝구무스메。의 인기 덕분에, 시청률도 3~5%를 웃돌고 있었지만, 「하로모니@」가 방송개시된 시점은 모닝구무스메。의 CD판매 실적도 악화되었고 다른 텔레비전 프로그램 등 미디어의 노출도 적어진 시기였다. 또한 「하로! 모닝구。」보다도 내용이 적고, 「하로! 모닝구。」의 팬도 떨어져 나가서, 2008년 9월 시점에는 「하로! 모닝구。」를 밑도는 시청률 1~2%대의 침체를 기록하였다. 결국 테레비 도쿄에서도 결단을 내려[9] 9월 28일에 프로그램이 종료됐다. 덧붙여 2008년 1월 13일의 방송에서는 0.8%의 시청률을 보이면서 처음으로 1% 붕괴를 겪었다.[10]
- 테레비 홋카이도는, 방송개시부터 2008년 3월 27일까지 『우타도킷! ~Pop Classics~(歌ドキッ! ～ポップクラシックス～)』의 뒤에「하로모니@」를 방영했기 때문에, 37분간 헬로! 프로젝트의 프로그램을 즐길 수 있었다.
- 방송개시 당초에는, 미리보기→오프닝 애니메이션→코너(회에 따라서 도중에 하로모니@중국 학습이 들어 갔다)→엔딩이라는 순서로 다음회 예고도 없었고, 도중의 CF도 미리보기 직후와 거리의 산책 도중에 나왔지만, 전면 HD 제작이 되고 나서는 미리보기→오프닝 애니메이션→코너→다음회 예고→엔딩순으로, 도중의 CF도 미리보기의 직후와 다음회 예고의 직전(CF들어가기 전의 아이 캐치에서도 예고 영상이 나왔다)에 나오게 되고, 『하로! 모닝구。』말기와 비슷한 순서가 되었다. 다만, 2007년 9월 16일과 23일, 2008년 2월 3일과 10일은 코너 후반의 도중에 cF가 끼게 되고, 10월과 12월 2일은 코너에 들어가기 전에 연속으로 CF가 끼었다. 또 11월 4일과 11일은 종료 직전에 CF가 끼고, 18일은 다음화 예고의 전후에 CF가 들어갔다.
- 거기에 2007년 7월 22일부터 쥰쥰과 링링이 이 프로그램에 출현하고 있지만, 이 두 사람이 가입하고 나서는 주로 「거짓말 QUEEN」「꼬마 KING」「히트의 현장 JACK」「어린이 미식가 JOKER」「균등 바이킹」의 다섯 코너 중에서 어느것이나, 「MouTube」가 방송되는 형태가 변하고 있다. 또한, 의상도 새로워져서, 다카하시・미치시게・링링은 빨강, 니이가키・다나카・쥰쥰은 초록, 카메이・쿠스미・미츠이는 파랑의 파스텔 칼라 의상을 착용했지만, 2008년 2월 24일부터 9월 7일까지는 계절에 맞춘 의상을 착용하고 있다.
- 2007년 10월부터 2008년 4월까지는 헬로! 프로젝트의 신곡발표가 있을 때마다 띄엄띄엄 스테이지 라이브가 방송되었다.
- 2007년 6월 17일의 기치죠지의 데반산책에서는, 모닝구무스메。가 산책을 시작할 쯤에 무사시노(武蔵野)시장에게서 메시지가 전해 왔다.
- 2007년 9월에 개최된 「모닝구무스메。10년 기념전」에 맞춰서 하로모니@의 전시가 이뤄졌고, 특제 굿즈의 판매도 행해졌다.(동월 9일・16일・23일의 엔딩에서 개최고지를 방송)
- 2008년 3월 31일부터 『베리큐!』가 방송을 개시함에 따라, 테레비 도쿄 계열의 헬로! 프로젝트의 TV 프로그램은 하로모니@와 베리큐가 있게 됐고, 출연자는 주로 전자가 모닝구무스메。, 후자가 Berryz코보와 ℃-ute로, 두 프로그램 모두 원더풀 하츠의 멤버가 출연하고 있다. 또한, 후자도 같은년 10월 3일에 방송이 종료되어, 10월 6일부터는 모닝구무스메。,Berryz코보, ℃-ute, 마노 에리나(真野恵里菜)가 출연하는 후계방송『요로센!(よろセン!)』이 방송됐다.[11] 하지만, 이것도 2009년 3월 27일에 방송이 종료되어서 현재 헬로! 프로젝트의 레귤러 프로그램은 전무한 상태이다.